# Li Yuanhong
Li Yuanhong (ur. 19 października 1864, zm. 3 czerwca 1928) – chiński wojskowy i polityk.
Pochodził z Huangpi w prowincji Hubei, jego ojciec był weteranem powstania tajpingów. W 1889 roku ukończył akademię morską w Tianjinie. Jako dowódca krążownika brał udział w wojnie chińsko-japońskiej (1894–1895). Po jej zakończeniu przeniósł się do wojsk lądowych i został dowódcą garnizonu w Hankou.
Po wybuchu powstania w Wuchangu (październik 1911) został zmuszony przez rewolucjonistów do objęcia jego dowództwa i objęcia stanowiska wojskowego gubernatora prowincji Hubei.
1 stycznia 1912 został wiceprezydentem proklamowanej w Nankinie Republiki Chińskiej. Pełnił tę funkcję aż do śmierci Yuan Shikaia. W tym okresie zaczął aktywnie udzielać się w polityce. Był jednym z najbardziej oddanych sojuszników Yuana i najzacieklejszych przeciwników Sun Jat-sena.
W 1913 roku założył własną Partię Postępową. Po śmierci Yuan Shikaia 6 czerwca 1916 roku jako jego zastępca automatycznie przejął stanowisko głowy państwa. Był przeciwnikiem wypowiedzenia wojny Niemcom i zaangażowania się Chin po stronie Ententy. W wyniku konfliktu z członkami rządu Duan Qiruia w czerwcu 1917 rozwiązał parlament, a także wezwał na pomoc oddziały zbrojne pod dowództwem Zhang Xuna. Gdy ten po wkroczeniu do stolicy 1 lipca 1917 roku proklamował restaurację monarchii, Li odmówił przyjęcia proponowanego mu wysokiego stanowiska i schronił się w poselstwie japońskim w Tianjinie. Po przywróceniu rządów republikańskich 17 lipca nowym prezydentem został dotychczasowy zastępca Li, Feng Guozhang.
Na urząd prezydenta (władz w Pekinie) został powołany ponownie 11 czerwca 1922 roku w wyniku zwycięstwa kliki Zhili w I wojnie z Fengtian (kwiecień–maj 1922). Podczas swojej prezydentury próbował przywrócić stabilność państwa i ukrócić rządy militarystów, m.in. poprzez powołanie gabinetu złożonego z technokratów i apel o demobilizację wojsk. Ostatecznie 13 czerwca 1923 roku został zmuszony przez Cao Kuna do ustąpienia z urzędu. Po rezygnacji z prezydentury wycofał się z polityki i wrócił do Tianjinu, gdzie mieszkał do końca życia.